# 馬爾科·法拉斯奇
馬爾科·法拉斯奇（義大利語：Marco Falaschi；1987年9月18日—）是一位意大利排球運動員。他效力於波蘭球隊格但斯克排球俱樂部。他也是意大利國家男子排球隊的一員，代表意大利參加世界排球錦標賽等賽事。